# 吉爾吉斯柯伊

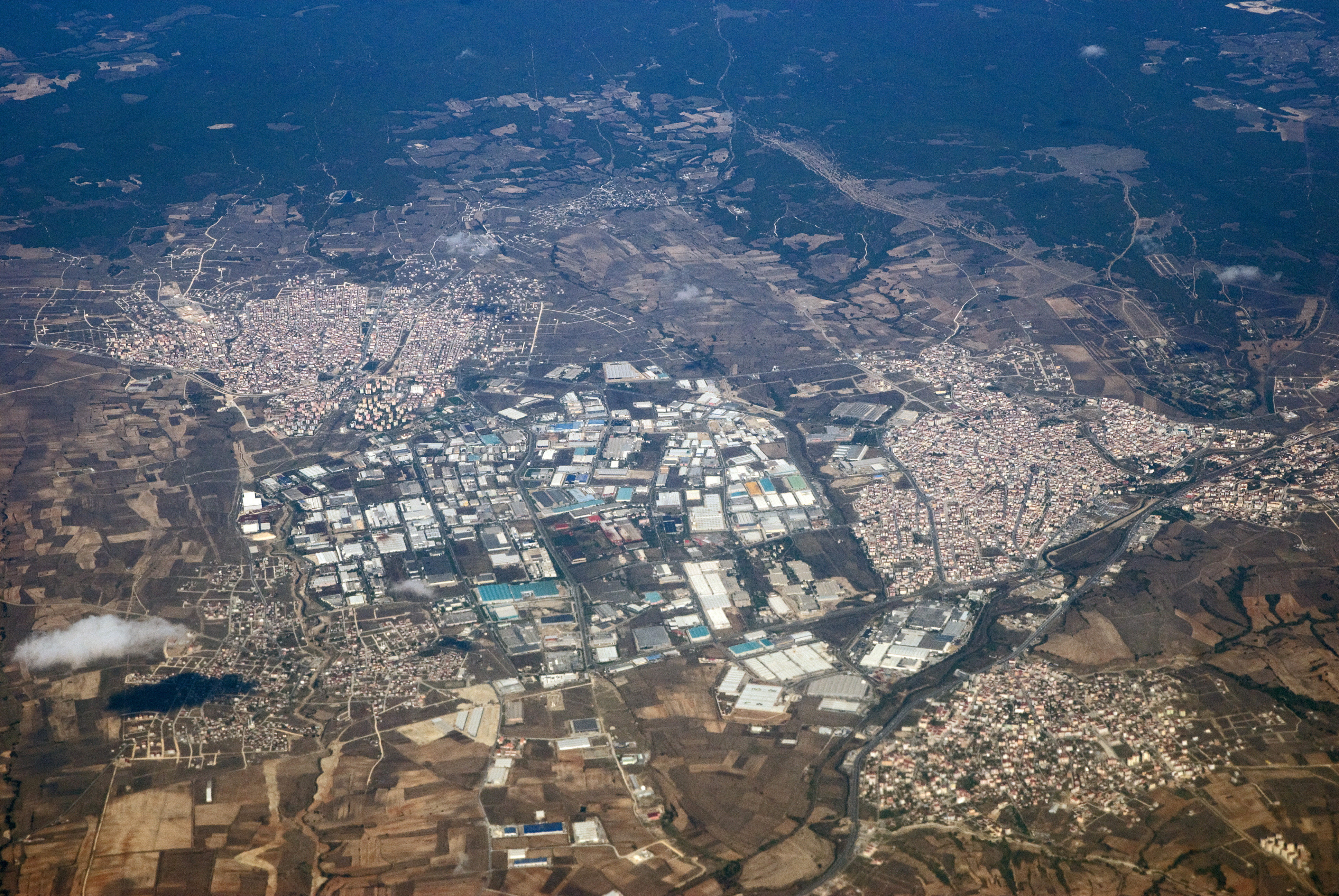
Aerial view of Çerkezköy

吉爾吉斯柯伊是土耳其的城鎮，由泰基爾達省負責管轄，位於該國西北部，距離首府泰基爾達56公里，面積326平方公里，主要經濟活動是工業，2008年人口67,617。

## 外部連結
- Tekirdağ governor's official website（页面存档备份，存于）
- District municipality's official website
- Popular Website
- Cerkezkoy Firms and Trade

41°17′N 28°00′E / 41.283°N 28.000°E